# 杨平澜
杨平澜（1918年—），男，江苏泰兴人，中国昆虫学家，曾任中国科学院上海昆虫研究所研究员、博士生导师。